# 対日有害活動
対日有害活動（たいにちゆうがいかつどう）とは、外国情報機関から日本に対して行われる諜報活動・拉致・戦略物資の不正輸出など様々な諜報事件をさす。警察庁警備局（公安警察）において用いられている用語であり、警察白書においては平成8年度（1996年）より使用されている。
平成18年度（2006年）の警察白書では、ロシア、中国、北朝鮮による「対日有害活動」が報告されている。

## 警察白書における報告内容

### 北朝鮮による工作
国交がないため、外交官としてスパイを送り込めない北朝鮮は、工作船を使ってイリーガルスパイ（民間人に偽装したスパイ）を送り込んだり、国内にいる在日韓国・朝鮮人を脅して協力（土台人）させたりといった活動を繰り広げてきた。西新井事件等の北朝鮮による拉致事件が行われたのもこの時期である。朝鮮人民軍偵察総局（朝鮮労働党対外情報調査部の後継組織）をはじめとする情報機関が他人の身分を乗っ取り、諜報活動に使うために行った（背乗り）とみられている。
不審船などによって日本人拉致、工作員の輸送、土台人の獲得工作、麻薬・覚醒剤の密輸等、現在の日本に悪影響を与えるような工作活動を指す場合が多い。不審船に関しては、1957年から2002年まで確認されているだけでも20件あまり確認されている。
北朝鮮による日本に対する非難声明や、朝鮮総連の活動についても対日工作とみなしている。

### 中国による工作
国家安全部、中国人民解放軍総参謀部第二部などの中国の情報機関の活動はしばしば真空掃除機に例えられる。中国機関は日本では非合法な工作活動を重視せず、政界・財界・言論界などの幅広い有力者と公式に接触して一つ一つは機密性の高くない情報を大量に収集し、分析する事でインテリジェンスを得ているとされる（OSINT）。政治工作においても非合法な手法は取らず、政財界だけでなく文化人、宗教家などに対して息の長いロビイングを行うことで長い時間をかけて親中化させる手法をとっているとされ、外交部の外交官の活動と一見見分けのつきにくい活動を行っている。

こうした手法のためか中国によるスパイ事件は北朝鮮やソ連に比べて摘発された事例は少ないが、非合法な工作活動も行われることがあり、摘発された事件には1976年に摘発された汪養然事件、1978年に摘発された研究文献等中国流出事件、2003年に摘発された国防協会事件などがある。また、2012年には中国人民解放軍総参謀部第二部機関員とみられる在日大使館一等書記官の工作（李春光事件）が摘発された。中国大使館に所属する「オフィシャル・カバー」の機関員が摘発されたのは初のことである。
また、人材交流が高まるにつれ民間企業の持つ軍事的に利用可能な技術や安全保障に関わる機密事項の不正流出、公務員と中国人との異性関係（ハニートラップ）を元にした情報漏えい事件（上海総領事館員自殺事件）などが発生している。
1978年に締結された日中平和友好条約によって中国からは大量の留学生が来日するようになり、また日本からの訪中者も増加しているため、こうした中で中国が活発に日本の軍事・経済情報の収集活動を行っている可能性があるとして、外事警察では注視している。

### ロシアによる工作
ソ連時代、東京のソ連大使館・通商代表部・アエロフロート航空支店・タス通信、ノーボスチの支局には、KGBあるいはGRUの工作官が多数駐在していた。また、日本人の身分を乗っ取り本人に成りすまして国内で活動する背乗りも黒羽・ウドヴィン事件であきらかとなった。ソ連による浸透工作（人民戦線戦術も参照）や世論誘導などの間接侵略（シャープパワーも参照）が暴露された「レフチェンコ事件」や、それを裏付ける「ミトロヒン文書」などの情報によると、彼らはジャーナリスト・国会議員・官僚・自衛隊幹部・シベリア抑留者（ラストヴォロフ事件も参照）などを協力者として諜報活動を行っていた（アクティブ・メジャーズも参照）。表面化した諜報事件には防衛秘密の漏洩事件であるコノノフ事件、宮永スパイ事件、マチェーヒン事件などがある。
またKGB所属の国境警備隊は、漁船を買収した「レポ船」を使って北海道にイリーガル（民間人スパイ）を送り込んだ事が判明している。日本への領海侵犯事件では、ラズエズノイ号事件などの例がある。
ソ連が崩壊し、ロシア連邦となって以降も、SVR（KGBの後継組織）とGRUは諜報活動を続けている。とくに2000年にプーチンが大統領に就任して以降、諜報活動が活発化していることから、外事警察は、軍需産業に転用（デュアルユース）可能な科学技術や、日本の民族問題に加え「二島返還論」による温度差（分断工作）のため返還運動の分裂や退潮の可能性を孕む「北方領土問題」に対するロシアの外交官・情報機関員の活動を警戒している。
また、ハイブリッド戦争やサイバー戦とみられるネット上での情報操作・認知戦も活発化していることから、インターネット・リサーチ・エージェンシーなどの動向にも注意が必要である。
近年海外では、2016年の米国大統領選挙の他、政治工作を疑われる事例がみられることから、日本国内においても決して他人事ではなく注意が必要である。
2023年秋にロシアによる国際的な選挙妨害の注意喚起がされており、民主主義国の選挙に対し不安定化やロシアに有利な政策への転換を狙った政治工作の懸念が高まっている。
近年の諜報事件としては2000年に摘発されたボガチョンコフ事件、2005年に摘発されたサベリエフ事件、2006年に摘発されたペツケビッチ事件などがある。

### 不正輸出・産業スパイ
核兵器などの大量破壊兵器に関わる物資が輸出され、製造を企む国や勢力に渡った場合、重大な事態を引き起こす可能性があるため、精密誘導兵器や核関連の製造に関わる各種機器は事前に許可が必要（輸出貿易管理令）なものがあり、また外国企業等への技術・情報提供に対して事前に許可が必要（外為法外国為替令）な場合があり、これら軍事転用の見地から不正と見なされる輸出や技術移転を取り締まる活動を行っている。不正輸出には日本の会社が外国に輸出する場合と、外国がダミー会社を作って行う場合がある。
不正輸出の事例にはミツトヨの不正輸出事件が挙げられる。同社は三次元測定機（核開発に転用可能）数台を現地法人や子会社を通じマレーシア、シンガポール、イラン、リビアに不正に輸出し、当時の社長らが外国為替及び外国貿易法違反の罪で警視庁公安部によって逮捕されている。このほか東芝機械ココム違反事件や北朝鮮への不正輸出事件も参照。
また、各国の情報機関による日本企業の最新技術を狙った産業スパイ活動も活発化しており、現在でも政府機関、大学、企業等から多くの技術や情報が流出しているとみられている。
このような不正輸出や情報漏洩によって渡った物資や技術は、ロシア・北朝鮮・中国のミサイル開発にも流用されている。カムチャツカ半島や日本の排他的経済水域（EEZ）への弾道ミサイルの着弾に繋がっており、日本の安全保障上の重大な脅威となっている。